# ГЕС Чженьтоуба I
ГЕС Чженьтоуба I (кит. 枕头坝一级水电站, пін. Zhěngtoubà Yìjí Shuǐdiànzhàn) — гідроелектростанція у центральній частині Китаю в провінції Сичуань. Знаходячись між ГЕС Шеньсігоу (вище по течії) та ГЕС Шапін, входить до складу каскаду на річці Дадухе, правій притоці Міньцзян (великий лівий доплив Янцзи).
У межах проєкту річку перекрили бетонною греблею висотою 87 метрів та довжиною 316 метрів, яка утримує водосховище з об'ємом 46,9 млн м3 та нормальним рівнем поверхні на позначці 624 метри НРМ.
Пригреблевий машинний зал обладнали чотирма турбінами типу Каплан потужністю по 180 МВт, які забезпечують виробництво 3,3 млрд кВт·год електроенергії на рік.